# Pakráci incidens
A pakráci incidens (horvátul: Bitka za Pakrac) egy vértelen összecsapás volt a horvátországi Pakrác városában, 1991 márciusában. Az összecsapás a Jugoszlávia felbomlása során Horvátországban megnövekedett etnikai feszültség eredménye volt. Ez volt az egyik első komoly erőszakcselekmény a horvát függetlenségi háborúban. Az összecsapás azután kezdődött, hogy a lázadó szerbek elfoglalták a város rendőrőrsét és önkormányzati épületét, és zaklatták a horvát kormány tisztviselőit. A horvát kormány ellencsapást hajtott végre a lázadók ellen, és a Belügyminisztérium különleges rendőrségét küldte az ellenőrzés helyreállítására. A két fél között összecsapás tört ki. A Jugoszláv Nemzeti Hadsereg (Jugoslovenska Narodna Armija – JNA) beavatkozási kísérlete ellenére a horvát kormány ismét megerősítette ellenőrzését a város felett. A JNA-val való ütközés után megállapodás született a különleges rendőrség és a JNA kivonásáról, így a város abba az állapotba került, mint azelőtt, hogy a szerbek megkísérelték átvenni az ottani rendőrség irányítását.

## Története

### Előzmények
1990-ben, miután a horvát baloldal választási vereséget szenvedett a Horvát Demokratikus Közösségtől (horvátul: Hrvatska demokratska zajednica, HDZ), a horvátok és a szerbek közötti etnikai feszültség fokozódott. A Jugoszláv Néphadsereg az ellenállás minimalizálása érdekében elkobozta Horvátországi területvédelem (Teritorijalna obrana – TO) fegyvereit. Augusztus 17-én a feszültség a horvátországi szerbek nyílt lázadásává fajult, amelynek középpontjában Dalmácia Knin körüli, túlnyomórészt szerbek lakta területei, Lika, a Kordun, a Banovina és Kelet-Horvátország részei voltak. A horvátországi szerbek, hogy összehangolják Franjo Tuđman horvát elnök függetlenségre törekvő politikájával szembeni ellenállást 1990 júliusában létrehozták a Szerb Nemzeti Tanácsot. Elnöknek Milan Babićot, Knin város fogorvosát választották meg, Knin rendőrfőnöke, Milan Martić pedig félkatonai milíciákat hozott létre. A két férfi végül a Krajinai Szerb Köztársaság (RSK) politikai és katonai vezetőjévé vált.
1991 elején Horvátországnak nem volt reguláris hadserege. Védelmének megerősítése érdekében Horvátország mintegy 20 000 főre duplázta meg a rendőrök létszámát. A haderő leghatékonyabb része a 3000 fős különleges rendőrség volt, akik tizenkét zászlóaljból álló katonai szervezetet képeztek. Rajtuk kívül 9000–10 000 területileg szervezett tartalékos rendőr is rendelkezésre állt, akik 16 zászlóaljba és 10 századba szerveződtek, de nem rendelkeztek fegyverrel. Az 1991-es horvátországi népszámlálás szerint Pakrác településen a szerbek alkották a legnagyobb etnikai csoportot (46,4%), őket követték a horvátok (35,8%). A nyugat-szlavóniai szerbek politikai vezetője a Szerb Demokrata Párt politikusa, Veljko Džakula lett, aki úgy vélte, hogy a szerbeknek el kell válniuk Horvátországtól.
Február 22-én a Džakula által irányított önkormányzati tanács megszavazta, hogy csatlakozik a Krajinai Szerb Autonóm Területhez (a későbbi Krajinai Szerb Köztársasághoz), és a pakraci rendőrőrsöt a krajinai belügyminisztérium alá rendeli. A szavazás eredményét a horvát alkotmánybíróság február 28-án megsemmisítette.

### Az incidens
1991 februárjában Babić és Martić utasította a szerb félkatonai csoportokat, hogy vegyék át a város rendőrőrsét és az önkormányzati épületeket. Március 1-jén a félkatonai egységek lefegyverezték a város 16 horvát rendőrét, és a helyi horvát tisztviselőket rágalmazó és megfélemlítő kampánynak vetették alá. A pakraci rendőrséget Jovo Vezmar irányította, aki Babić és Martić oldalán állt.

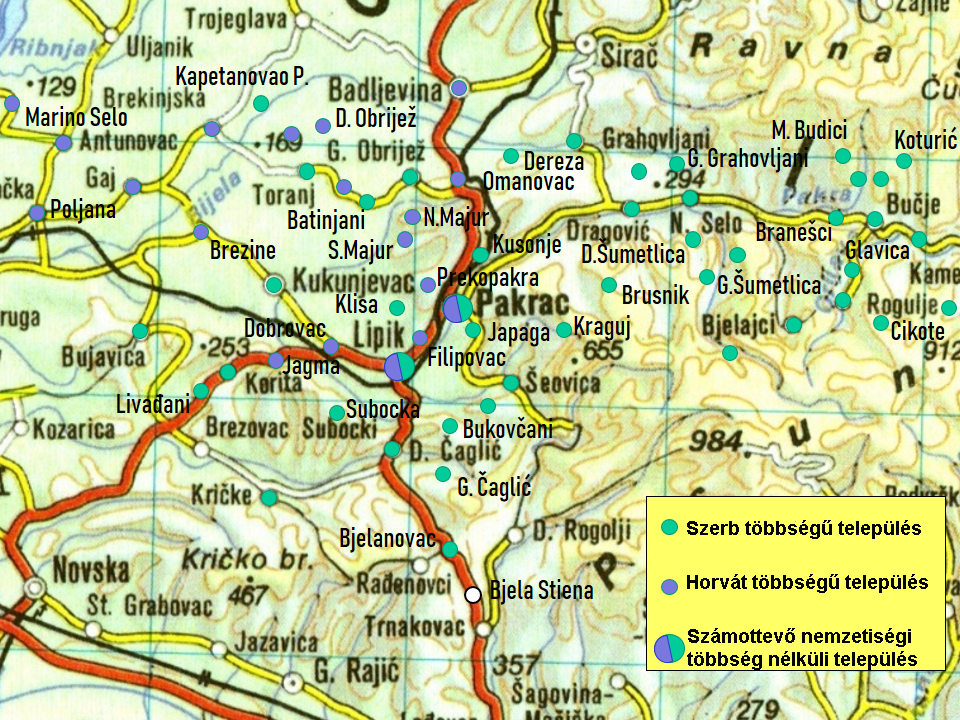
Pakrác és vidékének térképe nemzetiségek szerint

Válaszul Tuđman elnök utasította a horvát belügyminisztériumot, hogy állítsa vissza a kormány irányítását a város felett. 1991. március 2-án 04:30-kor a 200 fős horvát rendőrség első csapata behatolt Pakrácba. A Belovárból kiküldött „Omega” különleges rendőri egység egy százada Badljevina falun keresztül közeledett, ahol számos horvát civil követte őket Pakrác felé. A Pakrác melletti barikádot ellenállás nélkül takarították el az útból, a horvát rendőrség pedig ellenállás nélkül biztosította a város rendőrőrsét. Néhány órával később a Vezmar parancsnoksága alatt álló erők egy közeli dombról lövéseket adtak le a rendőrségre. Nem sokkal ezután Zágrábból megérkezett a második horvát különleges rendőri egység, a Lučko Antiterrorista Egység. Vezmar a Psunj-hegységben Šeovica és Bučje falvak felé keletre vonult vissza. A Marko Lukić és Mladen Markač által irányított különleges rendőri egység 180 szerb nemzetiségű lázadót, köztük 32 szerb rendőrt tartóztatott le úgy, hogy az akció közben egyik fél sem sérült meg. Vezmart Stjepan Kupsjak váltotta a pakraci rendőrfőnöki poszton.
A horvát akció a jugoszláv szövetségi kormány beavatkozását váltotta ki. Borislav Jović, a jugoszláv kollektív elnökség szerb tagja támogatta Veljko Kadijević jugoszláv védelmi miniszter kérését, hogy a JNA egységeit küldjék a helyszínre. Az első tíz JNA harckocsi március 1-jén késő este érkezett Pakrácba, és a város különböző részein foglalt állást; legtöbbjük a városi kórház közelében helyezkedett el. Másnap délután egy további JNA egység érkezett Milan Čeleketić ezredes vezetésével Pakrácra, és a horvát különleges rendőrség közelében foglalt állást. Čeleketić Jevrem Cokić vezérőrnagynak, a 32. (Varaždin) hadtest parancsnokának utasítására cselekedett. Cokić engedélyezte a Belovári 265. gépesített dandár páncélos zászlóaljának három századának bevetését.
A JNA tankok Pakrácba érkezése túl későn volt ahhoz, hogy megakadályozza a horvát különleges rendőrséget a város visszafoglalásában. Ez azonban arra késztette a megmaradt szerb lázadókat, hogy a környező dombokról lőni kezdjenek a városra. Lövések dördültek egy járőröző rendőrautóra is. A rendőrök visszalőttek a JNA állásai felé visszavonuló alakokra, a JNA pedig cserébe a rendőrjárműre lőtt. A lövöldözés akkor ért véget, amikor a szövetségi elnökség horvát tagja, Stjepan Mesić és Aleksandar Vasiljević, a JNA ezredese között megállapodás született arról, hogy a horvát rendőrség megtarthatja a város irányítását. A JNA azt tervezte, hogy erőszakkal visszaveszi az irányítást Pakrac felett a különleges rendőrségtől. Amikor a horvát hatóságok beleegyeztek abba, hogy március 3-án estére kivonják a különleges rendőrséget a Pakrac-91 fedőnevű támadást törölték. A JNA a jugoszláv elnökség határozata nyomán március 12-én, felhagyva a város északi megközelítésével kivonult Pakracból, majd hét nappal később teljesen kivonultak a térségből.

## Következmények
A különleges rendőrség és a JNA visszavonásáról szóló megállapodás nagyrészt visszaállította az ante bellum status quo-t március 5-ig a 32 letartóztatott rendőrből 17 visszatért a szolgálatba. Végül öt ellen, köztük Vezmar ellen emeltek vádat. Az incidensnek azért volt nagy jelentősége, mert ez volt az első komoly összecsapás abban a horvát függetlenségi háborúban, amely Horvátország, valamint Szerbia és a JNA által támogatott, lázadó szerb lakosság között zajlott. A szerb kormány a pakráci incidenst arra használta fel, hogy megerősítse azokat a nacionalista propaganda állításokat, amelyek szerint Horvátország népirtást követ el szerb lakossága ellen. A szerb és montenegrói sajtóorgánumok 40 halálos áldozatról számoltak be az összecsapásban. A jelentés zavaros és rendkívül pontatlan voltára utal, hogy a belgrádi Večernje novosti napilap címlapján arról számolt be, hogy a város ortodox papját megölték, második oldalán arról, hogy megsebesült, a harmadik oldalán pedig arról, hogy nyilatkozott az eseményekkel kapcsolatban. A jugoszláv elnökség végül kiadott egy nyilatkozatot arról, hogy Pakrácban senkit sem öltek meg.
Szerbiában a kormányzó Szerbiai Szocialista Párt (SPS), amelyet Slobodan Milošević vezetett, mint „a horvát kormány erőszakos és fasiszta módszerekkel végrehajtott brutális támadását Pakrac lakossága ellen elítélte a horvát rendőri akciót, és a nyilatkozatot az állami irányítás alatt álló belgrádi rádió televízió is leadta. Az SPS sürgette a szerbeket, hogy vegyenek részt „a horvát HDZ-kormány erőszakos viselkedése elleni tiltakozó gyűléseken”. Milošević a pakraci összecsapást felhasználva követelte a JNA felhatalmazását a horvát fegyveres erők erőszakos leszerelésére. A kérést, amely kifejezetten a JNA háborús jogosítványainak megadását és a rendkívüli állapot bevezetését követelte, Kadijevićen keresztül terjesztették elő a május 11–15-i elnökségi ülésen. A kérést elutasították, mire Milošević kijelentette, hogy már nem ismeri el a szövetségi elnökség fennhatóságát.
A rendőrségi beavatkozás arra késztette az okucsányi szerb politikai vezetőket, hogy arra szólítsák fel a helyi lakosságot, hogy megelőzve az újabb beavatkozást állítsanak barikádokat a város körül. Azt állították, hogy Kutinából és Novszkából rendőri erők vonulnak be. A barikádokat fegyveres civilek őrizték. Pakrácon a városi tanács épülete előtt mintegy 500 szerb tüntető gyűlt össze, hogy követeljék Horvátország zászlajának eltávolítását.

## Fordítás
Ez a szócikk részben vagy egészben  a   Pakrac clash című angol Wikipédia-szócikk ezen változatának fordításán alapul.  Az eredeti cikk szerkesztőit annak laptörténete sorolja fel. Ez a jelzés csupán a megfogalmazás eredetét és a szerzői jogokat jelzi, nem szolgál a cikkben szereplő információk forrásmegjelöléseként.